# Terry Ellis (cantante)
Terry Lynn Ellis (Houston, 5 settembre 1963) è una cantante statunitense.
È nota soprattutto come membro del gruppo vocale En Vogue, formatosi nel 1989.

## Discografia

### Solista
Album in studio
- 1995 - Southern Gal

### En Vogue
Album in studio
- 1990 - Born to Sing
- 1992 - Funky Divas
- 1997 - EV3
- 2000 - Masterpiece Theatre
- 2002 - The Gift of Christmas
- 2004 - Soul Flower
- 2018 - Electric Café

Raccolte
- 1998 - Best of En Vogue
- 2001 - Very Best of En Vogue
- 2007 - The Platinum Collection

## Filmografia

### Cinema
- Batman Forever, regia di Joel Schumacher (1995)
- Il principe cerca figlio (Coming 2 America), regia di Craig Brewer (2021)

### Televisione
- Tre voci per Natale (An En Vogue Christmas) – film TV, regia di Brian K. Roberts (2014)

## Doppiatrici italiane
Nelle versioni in italiano delle opere in cui ha recitato, Terry Ellis è stata doppiata da:
- Laura Amadei in Tre voci per Natale